# Гигантский слалом

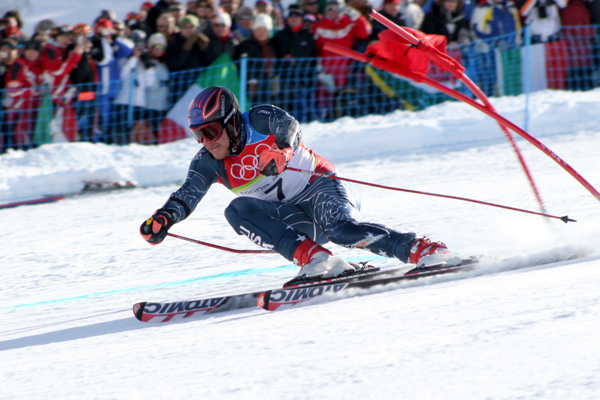
Боде Миллер на олимпийской трассе гигантского слалома, Турин 2006

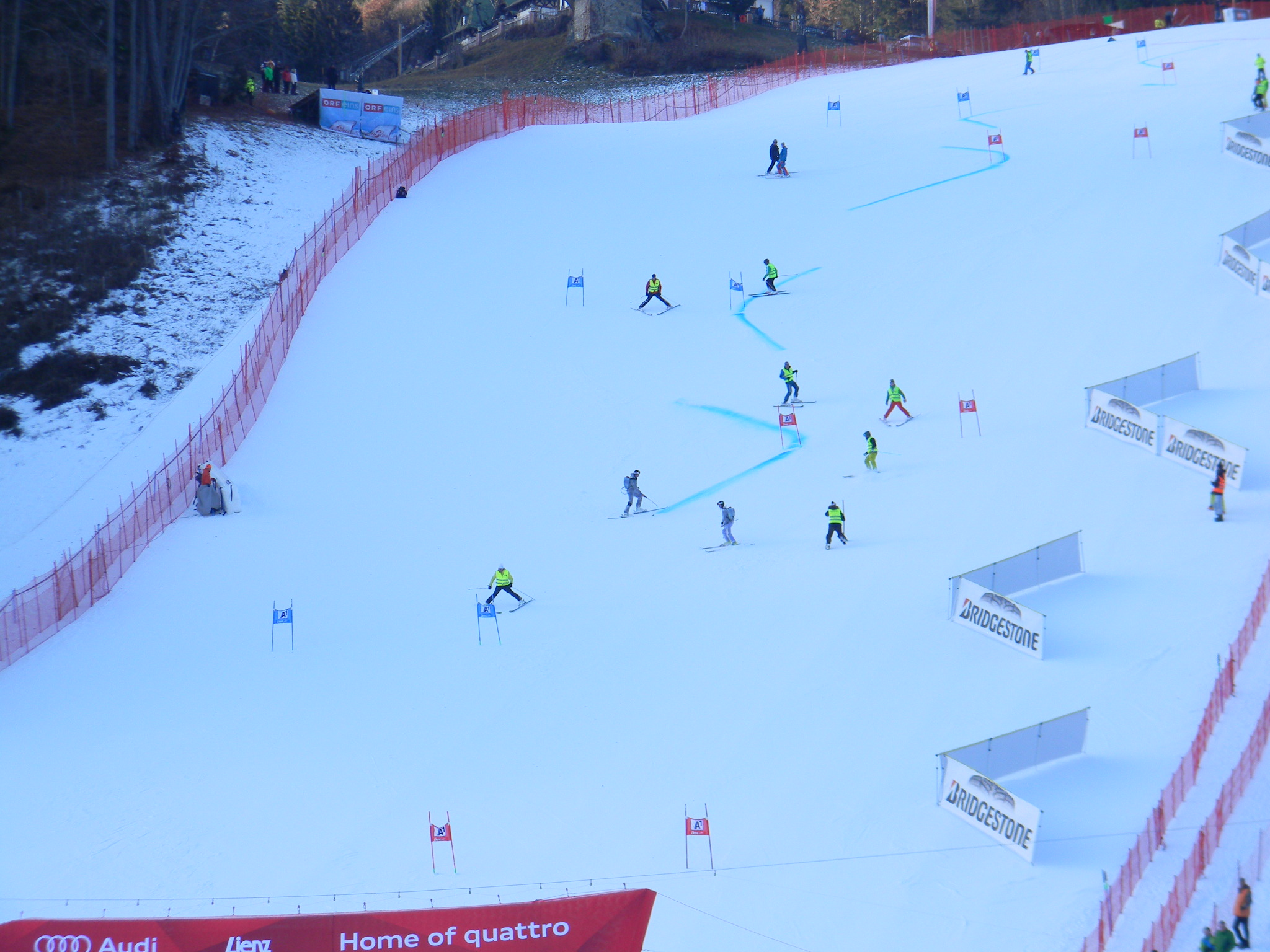
Подготовка трассы гигантского слалома на этапе Кубка мира в декабре 2015 года в австрийском Лиенце

Гигантский слалом (слалом-гигант) — разновидность горнолыжной дисциплины. Соревнования по слалому-гиганту проводятся в соответствии с правилами Международной федерации лыжного спорта.

## История
Впервые соревнования по горным лыжам, в том числе по виду, похожему на современный гигантский слалом, были организованы Матиасом Здарски (Mathias Zdarsky) в Лилиенфельде в 1905 году.
ФИС ввела гигантский слалом в качестве четвёртой дисциплины в программу чемпионата мира по горнолыжному спорту в 1950 г в Аспене наряду со скоростным спуском, слаломом и комбинацией.
Впервые был включён в программу зимних Олимпийских игр в Осло в 1952 году, в программу Паралимпийских игр в 1976 году.
С организацией многоэтапных соревнований на Кубок мира по горнолыжному спорту эта дисциплина стала одним из основных видов многотуровых соревнований. Спортсмен, побеждавший в этой дисциплине больше других на этапах Кубка мира в течение сезона, награждался малым Хрустальным глобусом. Наиболее успешными спортсменами за всю историю Кубков мира в этой дисциплине были Френи Шнайдер, четырежды получавшая малый Хрустальный глобус и 20 раз побеждавшая на отдельных этапах, и Ингемар Стенмарк, восемь раз получавший малый Хрустальный глобус и 46 раз побеждавший в соревнованиях по гигантскому слалому на отдельных этапах Кубка мира.

## Требования к трассе
Перепад высот:
- для мужчин от 250 до 450 м
- для женщин от 250 до 400 м
- для детей — максимум 250 м

На Олимпийских играх, чемпионатах мира и Кубках мира ФИС минимальный перепад высот для мужчин и женщин — 300 м.
Ворота состоят из четырёх слаломных древков и двух флагов. Ворота должны быть попеременно красного и синего цвета. Полотнища флагов должны быть не менее 75 см шириной и 50 см высотой. Нижний край полотнища должен быть на расстоянии 1 м от поверхности снега. Ширина ворот — от 4 до 8 м
Число поворотов должно быть равно 11-15% от перепада высот.
Ширина полотна трассы должна быть достаточной, в среднем около 40 м.

## Проведение соревнований
Соревнования по гигантскому слалому всегда должны проводиться на двух трассах для мужчин и для женщин. Для детей — одна трасса. После первой попытки трассы переставляются. По возможности заезды должны проводиться в один день.
Все участники соревнований разбиваются на группы. В первую группу из 15 человек попадают участники, имеющие наибольшие очки ФИС. Среди этих участников проводится жеребьёвка, которая определяет порядок старта в первой попытке. Во вторую группу попадают участники, имеющие очки ФИС, меньшие, чем участники первой группы. Они стартуют в порядке набранных очков ФИС. В третьей группе стартуют все остальные участники, не имеющие очков ФИС. Среди участников третьей группы также проводится жеребьёвка старта в первой попытке.
Во второй попытке спортсмены стартуют в соответствии с результатами, показанными в первой попытке. При этом для первых 30 участников, показавших лучшие результаты в первой попытке, устанавливается следующий порядок старта:
показавший 30-й результат стартует первым;
показавший 29-й результат — вторым;
показавший 28-й результат — третьим
и т. д.
показавший 1-й результат стартует тридцатым
Иногда по решению жюри количество мест, для которых применяется обратный порядок старта, может быть уменьшено до 15.
Победитель соревнований определяется по наименьшему времени по сумме двух попыток.
Все участники обязаны носить защитную каску, а лыжи должны быть оборудованы ски-стопами.